# 小矢部インターチェンジ
小矢部インターチェンジ（おやべインターチェンジ）は、富山県小矢部市平桜にある北陸自動車道のインターチェンジである。

## 歴史
- 1974年（昭和49年）10月29日 - 金沢東IC - 砺波IC間の開通に伴い[5]、供用を開始[1][2][6][7]。

## 道路
- E8 北陸自動車道（18番）

直接接続
- 富山県道42号小矢部福光線

間接接続
- 国道359号

## 料金所
- ブース数：4

### 入口
- ブース数：2
  - ETC専用：1
  - ETC/一般：1

### 出口
- ブース数：2
  - ETC専用：1
  - ETC/一般：1

## 周辺
- 小矢部市立蟹谷中学校
- 小矢部市立蟹谷小学校
- 小矢部運動公園
- ゴルフ倶楽部ゴールドウィン
- 千羽平ゴルフクラブ

## 隣
E8 北陸自動車道
(17-1)金沢森本IC - 不動寺PA - (18)小矢部IC - 小矢部川SA - (19)小矢部砺波JCT